# Toc Toc
Toc Toc (deutsch: „Macke Macke“) ist eine spanische Filmkomödie aus dem Jahr 2017. Vorlage war das gleichnamige Buch und Theaterstück des französischen Autors Laurent Baffie.

## Handlung
Der Film zeigt am Anfang, in wechselnden Sequenzen, das Leben mehrerer Personen, die anscheinend alle unter verschiedenen Zwangsstörungen leiden. Die sechs Protagonisten treffen, nach und nach, im Wartezimmer des international bekannten Arztes, Dr. Palomero, zur Therapie ihrer „Fehlfunktion“ aufeinander. Zuerst stößt der Taxifahrer Emilio (Zähl- und Berechnungszwang), er wurde von seiner Freundin aufgrund seines noch zusätzlich vorhandenen Diogenes-Syndroms verlassen, im Treppenhaus beim erneuten Zählen der Stufen zur Praxis auf Blanca, einer Laborantin, die an Mysophobie leidet und eine extreme Panik vor Viren und Bakterien hat und sich nach jeder Berührung exzessiv waschen muss. Sie trifft im Wartezimmer auf den schon wartenden Federico, einem 60-Jährigen, der am Tourette-Syndrom leidet und gerne Anwalt geworden wäre, dies aber aufgrund seiner Krankheit als zwecklos erachtete. Ungewollt entgleiten ihm alle Arten von Obszönitäten, die oft von obszönen Gesten begleitet werden. 
Nach längerer Wartezeit beschweren sich die Wartenden und es stellt sich heraus, dass aufgrund eines Systemfehlers des Terminprogramms alle denselben Termin erhalten haben. Dr. Palomero ist jedoch noch nicht anwesend, wie ihnen von der mit dem Programm kämpfenden Empfangsdame Tiffany erklärt wird. Sein Flug hat Verspätung und sie bittet die Patienten um Geduld. Zu den Wartenden stoßen noch die eitle Ana María mit Kontroll- und Religionszwang, der sich durch andauerndes Beten und sich bekreuzigen äußert; Otto, ein junger Mann mit Symmetriebesessenheit, der nicht in der Lage ist, auf die Fugen der Gehwege oder die Linien auf dem Teppich des Wartezimmers zu treten und schließlich Lili, ein junges Mädchen und Fitnesstrainerin, die gleichzeitig von Palilalie und Echolalie betroffen ist. 
Durch ihre Eigenheiten und der Tatsache, dass jeder die Macke des anderen als extrem störend, nervig oder auch lustig empfindet, baut sich mit der Zeit zunächst eine spannungsgeladene Atmosphäre auf, die aber auch zu unfreiwillig komischen und damit entspannenden Situationen führt. Nach und nach öffnen sich die Patienten einander und erzählen von ihrem Leidensweg. Es fällt auf, dass im Laufe der Erzählungen die Betroffenen ihre Zwänge „vergessen“, es kommt zu einer Gruppentherapie ohne Therapeuten. Nachdem alle erkannt haben, wie sie ihre Zwänge überwinden können, verlassen sie gemeinsam am späten Abend die Praxis, Dr. Palomero ist derweil immer noch nicht eingetroffen. Sie beschließen eine Selbsthilfegruppe zu gründen und sich wiederzusehen. Federico betritt erneut die Praxis und wird von Tiffany als Dr. Palomero begrüßt. Er erkundigt sich, ob sie den Nachmittag gut überstanden hat und ihm bei der nächsten „Gruppentherapie“ erneut helfen würde. Sie antwortet ihm, dass das für sie als Schauspielerin kein Problem wäre und ihr die Rolle Spaß gemacht hat. Sie terminieren, nach diesem erfolgreichen Versuch, für die kommende Woche eine weitere „ungewollte Gruppentherapie“. Zum Schluss wird dem Zuschauer ein kleiner Einblick auf die zu erwartenden Patienten und ihre Macken gewährt.

## Produktion
Der Film hatte am 6. Oktober 2017 Uraufführung in Spanien und lief am 1. Mai 2018 bei Netflix als Video on Demand (VoD) an. Der Soundtrack stammt, unter anderem, von Macaco.

## Besetzung und Synchronisation
Für die Synchronisation war SDI Media in München zuständig. Das Dialogbuch schrieb Andreas Pollak, Dialogregie führte Karl Waldschütz.
| Rollenname   | Schauspieler      | Synchronsprecher       |
| ------------ | ----------------- | ---------------------- |
| Ana María    | Rossy de Palma    | Dagmar Dempe           |
| Blanca       | Alexandra Jiménez | Claudia Lössl          |
| Emilio       | Paco León         | Patrick Schröder       |
| Federico     | Oscar Martínez    | Hans-Georg Panczak     |
| Otto         | Adrián Lastra     | Tim Schwarzmaier       |
| Lili         | Nuria Herrero     | Katharina Schwarzmaier |
| Natalia      | Ana Rujas         | Jacqueline Belle       |
| Mann im Taxi | Angel Ruiz        | Daniel Pietzuch        |
| Rocío        | Carolina Lapausa  | Laura Maire            |
| Tiffany      | Inma Cuevas       | Stephanie Kellner      |